# Microsema telysaria
Microsema telysaria là một loài bướm đêm trong họ Geometridae.